# Hapalla

Mapa de Anatolia y Oriente Próximo en la Edad del Bronce. Hapalla figura en la zona occidental.

Hapalla fue un antiguo reino de la parte occidental de Anatolia cuya existencia está documentada a partir del siglo XIV a. C.. Se encontraba aproximadamente en la misma ubicación que tuvo posteriormente la región de Pisidia.
A principios del siglo XIV a. C. Tudhaliya I/II, el rey hitita, ordenó al rey de Arzawa y Zippasla, Madduwatta, sofocar la revuelta de Hapalla. Madduwatta derrotó al rey rebelde, al que obligó a vasallaje tanto a él mismo como al rey hitita. 
Hapalla volvió a rebelarse hacia el 1340 a. C., cuando Suppiluliuma I (¿?-1322 a. C.), envió a un gobernador de nombre Hanutti a reconquistar el país, misión en la que tuvo éxito. 
A mediados del siglo XIV Hapalla se había apoderado de la mitad del reino de Mira y de Kuwaliya (Mashuiluwa mantener el control de la otra mitad). Suppiluliuma I no consiguió ayudar a Maswiluya a recuperar el territorio perdido 
Después de la victoria de Mursili II (1321 a. C.-1295 a. C.) sobre Arzawa, Hapalla fue concedida a un tal Targasnalli. Los reyes de Mira y Kuwaliya, Hapalla y del país del río Seha firmaron un tratado reconociendo al reino hitita como soberano pero al mismo tiempo se respetaba su libertad. Pocos años después, bajo Muwatalli II (1295-1272 a. C.), apareció Ura-Hattusa citado en un tratado como uno de los reyes de los países de Arzawa. de quien se deduce que el país donde reinó fue Hapalla.
Urhi-Tesub (1272-1265 a. C.), subió al trono hitita con el nombre de Mursili III, e inmediatamente depuso a algunos de los dinastas de los antiguos estados de Arzawa y estableció el gobierno directo y marchó hasta allí para consolidar su poder. En su ausencia se produjo una rebelión y el centro y base del poder de Mursili III fue la región de Arzawa. Entonces gobernaba en el país del río Seha, Masturi (probable hijo y sucesor de Manapa-Tarhunta I), Walmu en Wilusa, y Piyamaradu en Lazba (Lesbos) y en zonas de Arzawa. 
La región fue un firme baluarte hitita hasta el ataque de los Pueblos del Mar, hacia el 1200 a. C. La región quedó despoblada y fue abandonada por los hititas. Probablemente el reino existió como vasallo del Imperio Hitita hasta aproximadamente el año 1185 a. C.

## Reyes
- Targasnalli,[1] antes del 1300 a. C.
- Ura-Hattusa,[3] después del 1300 a. C.